# Tisza Tibor
Tisza Tibor (Debrecen, 1984. november 10. –) válogatott magyar labdarúgó, csatár. Egyszeres magyar bajnok.

## Pályafutása
6 évesen, 1990-ben vitték el szülei az első fociedzésre a Debreceni Olasz Focisuliba, ahol megismertették vele a labdarúgás alapjait. 14 éves korában került a DVSC-be, ahol 15 évesen Ifjúsági B bajnokságot nyertek. A szamárlétrát végigjárva a Loki junior csapatánál kötött ki, itt két szép és eredményes évet töltött. Mindkét évben a második helyen végeztek a junioroknál, Tisza az első évben házi, míg a másodikban már országos gólkirály lett.
2003 nyarán került fel a Debrecen felnőttcsapatába. Bár az edzéseket a felnőttekkel végezte, játéklehetőséghez csak a junior bajnokságban jutott. 2004 nyarán jött az áttörés, Tibor – ezúttal már a DVTK színeiben – lejátszotta első NB I-es mérkőzését a Pápa ellen. Bár akkor Tiszáék 3–1-re kikaptak a vendégektől, az első élvonalbeli góljára nem kellett sokat várnia. A következő bajnokiján betalált az FTC-nek az Üllői úton.
A 2004-es szezont már a keleti szomszéd DVTK színeiben kezdte, első gólját a Ferencváros otthonában szerezte a 2. fordulóban. Első diósgyőri dupláját és tizenegyesgóljàt egyaránt megszerezte a Zalaegerszeg elleni győztes mérkőzésen. A szezon során eredményes volt a Győri ETO, Lombard Pápa, és a Nyíregyháza ellen, továbbá a Békéscsaba ellen két különböző találkozón is betalált. Az első szezonjában Diósgyőrött 10 gólt szerzett, és holtversenyben a házigólkirályi címet is elhodította a visszatérő Egressy Gáborral. A 2005/06-os szezonban első gólját a Rákospalotai EAC otthonában szerezte, egy olyan mérkőzésen, amit úgy nyert meg emberhátrányban 0-2-re a borsodi alakulat, hogy a '84. percben 0-0-át mutatott az eredményjelző. Október 25.-én ismét betalált az Üllői Úton, a '81. percben, amivel a vasgyári csapat elhozott egy pontot Budapestről. Egy héttel később duplázott a Lombard Pápa otthonában, utolsó diósgyőri gólját a Kaposvári Rákóczi ellen lőtte.  Másfél éves diósgyőri pályafutása során Tisza Tibor nemcsak 15 gólt lőtt, de a diósgyőri szurkolók kedvencévé is vált. Egyéni játékára Róth Antal U21-es szövetségi kapitány is felfigyelt, és NB I-es bemutatkozása után nem sokkal Tibor a magyar U21-es válogatott stabil játékosa lett.
2006 januárjában Tisza az Újpest FC-hez szerződött. A „lilák” színeiben 30 mérkőzésen 13 gólt lőtt a 2006–2007-es szezonban. 2007 februárjától a felnőtt válogatottban is szerephez jutott. A 2008–2009-es szezonban egyik meghatározó játékosa volt a bajnoki címre is esélyes Újpest FC-nek, mely végül a 2. helyen zárt a bajnokságban.
A 2009-2010-es szezonban a belga másodosztályban szereplő Royal Antwerphez szerződött kölcsönbe. 2011 januárjában a szezon hátralevő részére a szintén belga Sint-Truidense vette kölcsön.
2011. szeptember 5-én visszatért Diósgyőrbe, hároméves szerződést kötött régi-új klubjával. Októberben, a Pécsi MFC elleni bajnokin duplázni tudott, illetve gólt szerzett a Pápa és a Kaposvári Rákóczi ellen. A szezon tavaszi szakaszában győztes gólt szerzett két egymást követő mérkőzésen, előbb ismét a Pécsi MFC ellen, majd a Budapest Honvéd ellen. A szezon utolsó mérkőzésén is betalált, a Vasas ellen.A 2011/12-es szezont holtversenyben a házigólkirályicím 2. helyén zárta, 8 góllal, Seydi L'imam-mal, mindketten 1 góllal Luque mögött. A következő szezonban vezetést szerzett az MTK, illetve a Kecskemét ellen, továbba 4 perc alatt 2 büntetőt értékesített a Pápa otthonában, egy olyan találkozón, ahol mind a négy gól (2-2) a büntetőpontról született. Tisza révén harcolt ki 1 pontot a DVTK az Újpest otthonában, Novemberben. A csapat első tavaszi gólja is az ő nevéhez fűződik, ami elég volt a 3 pont begyűjtésére az Eger otthonában. A szezont 6 góllal zárta, amivel a házigóllövőlista első helyén végzett, holtversenyben Luquével. Utolsó gólját a DVTK-ban egy MTK elleni, 2-2-re végződő találkozón szerezte. A DVTK-ban első idényében hét, a másodikban nyolc gólt szerzett, azonban egyre kevesebbszer léphetett pályára, így 2014 telén felbontották a szerződését.
2014 februárjában három évre szólóm szerződést írt alá a DVSC-vel.
2016 augusztus 23-án a Nyíregyháza SFC-hez szerződött.
Egy szezon elteltével visszatért és harmadszor is aláírt a DVSC-hez.
2018 nyarán bejelentette visszavonulását.
2021 őszétől a Debrecen-Pallagon játszó Hajdú-Bihar megyei II. osztályú Légy Erős Sportegyesület játékosa lett, mellyel az év végén feljutott a megyei I. osztályba.

## Sikerei, díjai
- Magyar bajnokság aranyérmese: 2013–2014 – Debreceni VSC
- Magyar bajnokság ezüstérmese: 2008–2009 – Újpest FC

## Statisztika

### Klub teljesítmény
| Klub                     | Szezon           | NB I            | NB I            | Magyar kupa | Magyar kupa | Ligakupa       | Ligakupa       | Szuperkupa       | Szuperkupa       | Bajnokok Ligája | Bajnokok Ligája | Európa-liga | Európa-liga | Összesen | Összesen |
| Klub                     | Szezon           | Mérk            | Gól             | Mérk        | Gól         | Mérk           | Gól            | Mérk             | Gól              | Mérk            | Gól             | Mérk        | Gól         | Mérk     | Gól      |
| ------------------------ | ---------------- | --------------- | --------------- | ----------- | ----------- | -------------- | -------------- | ---------------- | ---------------- | --------------- | --------------- | ----------- | ----------- | -------- | -------- |
| Diósgyőri VTK            | 2004–2005        | 28              | 10              | —           | —           | —              | —              | —                | —                | —               | —               | —           | —           | 28       | 10       |
| Diósgyőri VTK            | 2005 ősz         | 14              | 5               | —           | —           | —              | —              | —                | —                | —               | —               | —           | —           | 14       | 5        |
| Diósgyőri VTK            | 2011–2012        | 23              | 8               | 4           | 1           | 5              | 1              | —                | —                | —               | —               | —           | —           | 32       | 10       |
| Diósgyőri VTK            | 2012–2013        | 25              | 6               | —           | —           | 6              | 8              | —                | —                | —               | —               | —           | —           | 31       | 14       |
| Diósgyőri VTK            | 2013 ősz         | 13              | 1               | 1           | 2           | 3              | 5              | —                | —                | —               | —               | —           | —           | 17       | 8        |
| Diósgyőri VTK            | Összesen         | 103             | 30              | 5           | 3           | 14             | 14             | —                | —                | —               | —               | —           | —           | 122      | 47       |
| Újpest FC                | 2006 tavasz      | 14              | 5               | —           | —           | —              | —              | —                | —                | —               | —               | —           | —           | 14       | 5        |
| Újpest FC                | 2006–2007        | 29              | 12              | 5           | 3           | —              | —              | —                | —                | —               | —               | 1           | 0           | 35       | 15       |
| Újpest FC                | 2007–2008        | 22              | 15              | —           | —           | —              | —              | —                | —                | —               | —               | —           | —           | 22       | 15       |
| Újpest FC                | 2008–2009        | 16              | 7               | 1           | 0           | 3              | 1              | —                | —                | —               | —               | —           | —           | 20       | 8        |
| Újpest FC                | 2009 ősz         | 4               | 2               | —           | —           | —              | —              | —                | —                | —               | —               | —           | —           | 4        | 2        |
| Újpest FC                | 2010–2011        | 15              | 6               | 2           | 4           | 2              | 2              | —                | —                | —               | —               | —           | —           | 19       | 12       |
| Újpest FC                | Összesen         | 100             | 47              | 8           | 7           | 5              | 3              | —                | —                | —               | —               | 1           | 0           | 114      | 57       |
| Klub                     | Szezon           | Belga bajnokság | Belga bajnokság | Belga kupa  | Belga kupa  | Belga Ligakupa | Belga Ligakupa | Belga Szuperkupa | Belga Szuperkupa | Bajnokok Ligája | Bajnokok Ligája | Európa-liga | Európa-liga | Összesen | Összesen |
| Klub                     | Szezon           | Mérk            | Gól             | Mérk        | Gól         | Mérk           | Gól            | Mérk             | Gól              | Mérk            | Gól             | Mérk        | Gól         | Mérk     | Gól      |
| Royal Antwerp FC         | 2009–2010        | 30              | 15              | —           | —           | —              | —              | —                | —                | —               | —               | —           | —           | 30       | 15       |
| Royal Antwerp FC         | Összesen         | 30              | 15              | —           | —           | —              | —              | —                | —                | —               | —               | —           | —           | 30       | 15       |
| K Sint-Truidense VV      | 2011 tavasz      | 8               | 0               | —           | —           | —              | —              | —                | —                | —               | —               | —           | —           | 8        | 0        |
| K Sint-Truidense VV      | Összesen         | 8               | 0               | —           | —           | —              | —              | —                | —                | —               | —               | —           | —           | 8        | 0        |
| Klub                     | Szezon           | NB I            | NB I            | Magyar kupa | Magyar kupa | Ligakupa       | Ligakupa       | Szuperkupa       | Szuperkupa       | Bajnokok Ligája | Bajnokok Ligája | Európa-liga | Európa-liga | Összesen | Összesen |
| Klub                     | Szezon           | Mérk            | Gól             | Mérk        | Gól         | Mérk           | Gól            | Mérk             | Gól              | Mérk            | Gól             | Mérk        | Gól         | Mérk     | Gól      |
| Debreceni VSC            | 2014 tavasz      | 7               | 1               | 3           | 3           | 4              | 1              | —                | —                | —               | —               | —           | —           | 14       | 5        |
| Debreceni VSC            | 2014–2015        | 24              | 7               | 4           | 1           | 8              | 3              | 1                | 0                | 2               | 0               | —           | —           | 39       | 11       |
| Debreceni VSC            | 2015–2016        | 24              | 6               | 4           | 1           | —              | —              | —                | —                | —               | —               | 4           | 3           | 32       | 10       |
| Debreceni VSC            | 2016 ősz         | 6               | 1               | —           | —           | —              | —              | —                | —                | —               | —               | 4           | 4           | 10       | 5        |
| Debreceni VSC            | 2017–2018        | 12              | 0               | 6           | 8           | —              | —              | —                | —                | —               | —               | —           | —           | 18       | 8        |
| Debreceni VSC            | Összesen         | 73              | 15              | 17          | 13          | 12             | 4              | 1                | 0                | 2               | 0               | 8           | 7           | 113      | 39       |
| Klub                     | Szezon           | NB II           | NB II           | Magyar kupa | Magyar kupa | Ligakupa       | Ligakupa       | Szuperkupa       | Szuperkupa       | Bajnokok Ligája | Bajnokok Ligája | Európa-liga | Európa-liga | Összesen | Összesen |
| Klub                     | Szezon           | Mérk            | Gól             | Mérk        | Gól         | Mérk           | Gól            | Mérk             | Gól              | Mérk            | Gól             | Mérk        | Gól         | Mérk     | Gól      |
| Nyíregyháza Spartacus FC | 2016–2017        | 29              | 4               | 1           | 1           | —              | —              | —                | —                | —               | —               | —           | —           | 30       | 4        |
| Nyíregyháza Spartacus FC | Összesen         | 29              | 3               | 1           | 1           | —              | —              | —                | —                | —               | —               | —           | —           | 30       | 4        |
| Klub                     | Szezon           | Megye I–II.     | Megye I–II.     | Megyei kupa | Megyei kupa | Ligakupa       | Ligakupa       | Szuperkupa       | Szuperkupa       | Bajnokok Ligája | Bajnokok Ligája | Európa-liga | Európa-liga | Összesen | Összesen |
| Klub                     | Szezon           | Mérk            | Gól             | Mérk        | Gól         | Mérk           | Gól            | Mérk             | Gól              | Mérk            | Gól             | Mérk        | Gól         | Mérk     | Gól      |
| Légy Erős Sportegyesület | 2021–2022        | 7               | 14              | —           | —           | —              | —              | —                | —                | —               | —               | —           | —           | 7        | 14       |
| Légy Erős Sportegyesület | 2022–2023        | 16              | 15              | 2           | 1           | —              | —              | —                | —                | —               | —               | —           | —           | 16       | 15       |
| Légy Erős Sportegyesület | Összesen         | 23              | 29              | 2           | 1           | —              | —              | —                | —                | —               | —               | —           | —           | 23       | 29       |
| Karrier összesen         | Karrier összesen | 364             | 139             | 33          | 25          | 31             | 21             | 1                | 0                | 2               | 0               | 9           | 7           | 438      | 191      |

Utolsó elszámolt mérkőzés: 2022–2023-as szezon vége

### Mérkőzései a válogatottban
| Magyarország | Magyarország      | Magyarország                    | Magyarország | Magyarország | Magyarország | Magyarország | Magyarország | Magyarország |
| #            | Dátum             | Helyszín                        | Hazai        | Eredmény     | Vendég       | Kiírás       | Gólok        | Esemény      |
| ------------ | ----------------- | ------------------------------- | ------------ | ------------ | ------------ | ------------ | ------------ | ------------ |
| 1.           | 2007. február 6.  | Limassol                        | Ciprus       | 2 – 1        | Magyarország | barátságos   | -            | 76'          |
| 2.           | 2007. február 7.  | Limassol (CYP)                  | Lettország   | 0 – 2        | Magyarország | barátságos   | -            | 89'          |
| 3.           | 2007. március 28. | Budapest, Szusza Ferenc Stadion | Magyarország | 2 – 0        | Moldova      | Eb-selejtező | -            | 88'          |
| 4.           | 2007. június 6.   | Oslo, Ullevaal Stadion          | Norvégia     | 4 – 0        | Magyarország | Eb-selejtező | -            | 73'          |
| 5.           | 2008. március 26. | Zalaegerszeg, ZTE Aréna         | Magyarország | 0 – 1        | Szlovénia    | barátságos   | -            | 38'          |
|              | Összesen          |                                 |              | 5            | mérkőzés     |              | 0            | gól          |